# Landtagswahl in Bayern 1919
- USPD: 3
- SPD: 61
- DVP: 25
- BB: 16
- BVP: 66
- NLP/BMP: 9

Die erste Wahl zum Bayerischen Landtag fand am 12. Januar 1919 (rechtsrheinisches Bayern) und am 2. Februar 1919 (Pfalz) statt, nachdem am 8. November 1918 Kurt Eisner den Freistaat Bayern ausgerufen hatte
Ministerpräsident Eisners USPD erlitt dabei eine schwere Wahlniederlage. Stärkste Partei wurde die katholisch-konservative Bayerische Volkspartei. Weil das bisherige Mehrheitswahlrecht durch das Verhältniswahlrecht abgelöst wurde, verlor die katholische Partei jedoch ihre absolute Mehrheit.
Auf dem Weg zur Eröffnung des neu gewählten Landtags am 21. Februar 1919 wurde Eisner ermordet. Sein Nachfolger wurde Johannes Hoffmann von der SPD.

## Ergebnis
| Partei                                                                                            | Stimmenanteil | Sitze |
| ------------------------------------------------------------------------------------------------- | ------------- | ----- |
| Bayerische Volkspartei                                                                            | 34,99 %       | 66    |
| Sozialdemokratische Partei Bayerns                                                                | 32,98 %       | 61    |
| Deutsche Volkspartei 1                                                                            | 14,02 %       | 25    |
| Bayerischer Bauernbund                                                                            | 9,10 %        | 16    |
| Nationalliberale Partei in Bayern 2, Bayerische Mittelpartei und Deutsche Volkspartei der Pfalz 2 | 5,77 %        | 9     |
| Unabhängige Sozialdemokratische Partei                                                            | 2,53 %        | 3     |
| Bund der Berufs-Unteroffiziere Bayerns                                                            | 0,46 %        |       |
| Mittelstandspartei                                                                                | 0,07 %        |       |
| Demokratisch-sozialistische Bürgerpartei                                                          | 0,04 %        |       |
| Matthäus Dippold (Sozialdemokratische Partei)                                                     | 0,03 %        |       |
| Gerechtigkeit erhöhet ein Volk                                                                    | 0,01 %        |       |
| Bayerische Volkspartei Bezirksamt Nördlingen                                                      | <0,01 %       |       |
| Bayerischer Bauernbund Bezirksamt Gerolzhofen                                                     | <0,01 %       |       |

Die Wahlbeteiligung betrug 86 %.

## Quelle
- Wahlen in der Weimarer Republik – Der Freistaat Bayern, Landtagswahl 1919
- Landtagswahl in Bayern 1919 in der Parlamentsdatenbank beim Haus der Bayerischen Geschichte